# Jacob Ewane
Jacob Ewane (ur. 11 lutego 1967 w Duali) – kameruński piłkarz grający na pozycji pomocnika. W swojej karierze rozegrał 20 meczów i strzelił 7 goli w reprezentacji Kamerunu.

## Kariera klubowa
Swoją karierę piłkarską Ewane rozpoczął w klubie Canon Jaunde. W 1984 roku zadebiutował w jego barwach w kameruńskiej pierwszej lidze. Grał w nim do 1991 roku. Wywalczył z nim trzy mistrzostwa kraju w sezonach 1984/1985, 1985/1986 i 1991, a także zdobył Puchar Kamerunu w sezonie 1985/1986.
W 1991 roku Ewane wyjechał do Belgii i do 1996 roku grał w klubie Excelsior Mouscron. Z kolei w sezonie 1998/1999 grał w czwartoligowym KSK Ronse.

## Kariera reprezentacyjna
W reprezentacji Kamerunu Ewane zadebiutował 13 sierpnia 1989 roku w wygranym 2:1 meczu eliminacji do MŚ 1990 z Gabonem, rozegranym w Jaunde. W 1992 roku został powołany do kadry na Puchar Narodów Afryki 1992. Na tym turnieju rozegrał jedno spotkanie, o 3. miejsce z Nigerią (1:2). Od 1989 do 1994 rozegrał w kadrze narodowej 20 meczów i strzelił 7 goli.